# Murchison River (Waitaki River)
Der Murchison River ist ein kleiner alpiner Fluss im Aoraki/Mount Cook National Park auf der Südinsel von Neuseeland.

## Geographie
Der Murchison River ist rund 16 km lang und hat seinen Ursprung in einem Gletschersee des Murchison-Gletschers rund 6 km südlich des Malte Brun. Der Fluss verläuft mäanderförmig durch das Gletschertal des Murchison-Gletschers, zwischen Malte Brun Range und Liebig Range gelegen und mündet in den Tasman Lake unweit des Abflusses zum Tasman River.